# 假日湖 (印第安納州)
假日湖（英語：Lake Holiday）是位於美國印地安納州蒙哥馬利縣的一個人口普查指定地區。該地的面積和人口皆未知。